# Cole Ragans
Cole Gatlin Ragans (Crawfordville, Florida, 12 de diciembre de 1997), más conocido como Cole Ragans, es un jugador profesional estadounidense de béisbol que se desempeña en la posición de lanzador en Kansas City Royals, equipo de las Grandes Ligas de Béisbol (MLB).

## Carrera
Ragans hizo su debut en la MLB con el equipo Texas Rangers, en el cual jugó dos temporadas (2022-2023), después pasó a Kansas City Royals, donde lleva jugando dos temporadas.